# Charles J. Colden

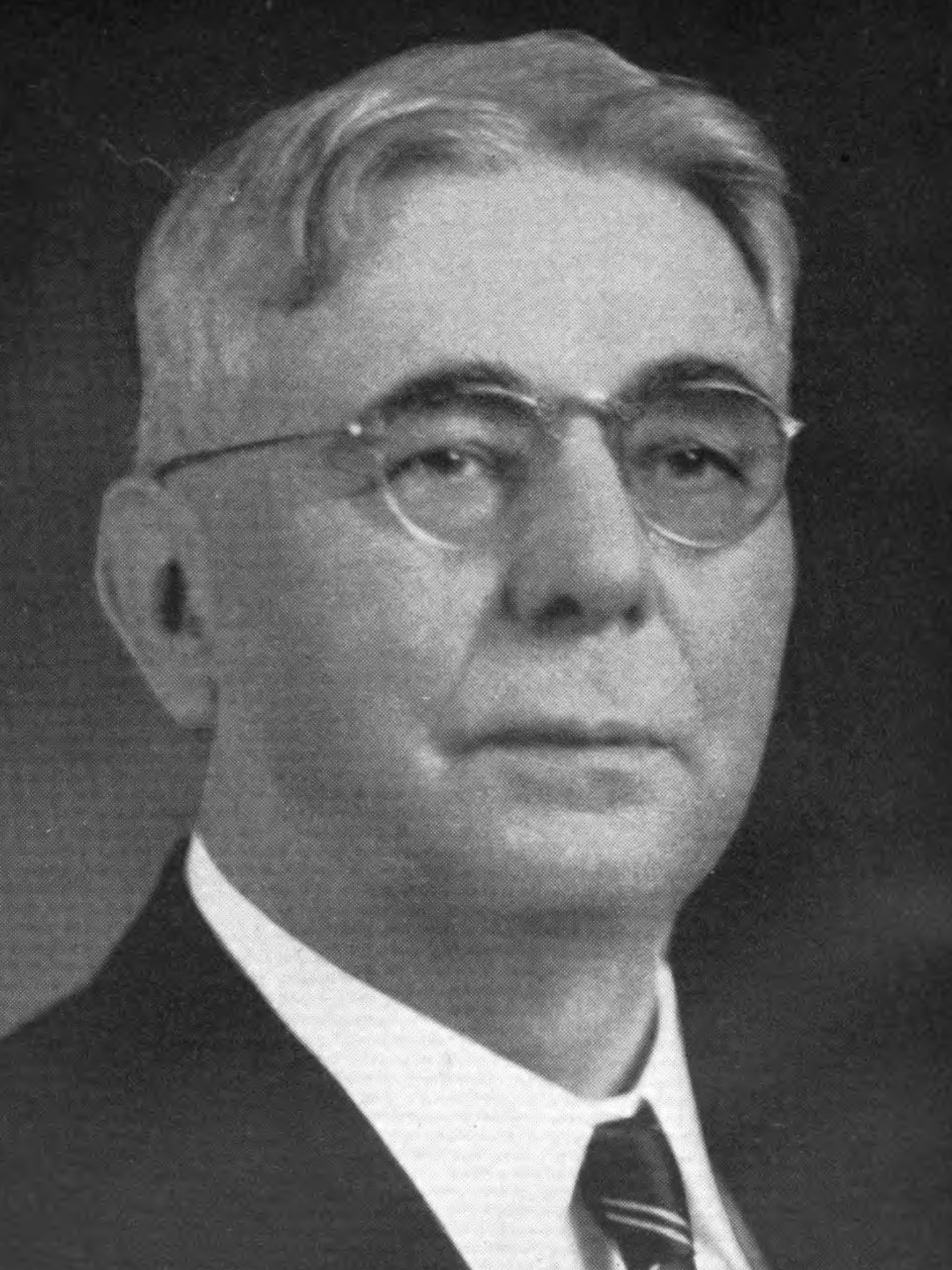
Charles J. Colden (1939)

Charles J. Colden (* 24. August 1870 im Peoria County, Illinois; † 15. April 1938 in Washington, D.C.) war ein US-amerikanischer Politiker. Zwischen 1933 und 1938 vertrat er den Bundesstaat Kalifornien im US-Repräsentantenhaus.

## Werdegang
Im Jahr 1880 zog Charles Colden mit seinen Eltern in das Nodaway County in Missouri, wo er die öffentlichen Schulen besuchte. Danach absolvierte er das Shenandoah College in Iowa.  Zwischen 1889 und 1896 war Colden Lehrer an verschiedenen Schulen in den Staaten Iowa und Missouri. Danach stieg er in das Zeitungsgeschäft ein. Zwischen 1896 und 1908 gab er in Missouri zwei Zeitungen heraus. Gleichzeitig schlug er als Mitglied der Demokratischen Partei eine politische Laufbahn ein. Zwischen 1901 und 1905 saß er als Abgeordneter im Repräsentantenhaus von Missouri. Danach war er von 1905 bis 1908 Leiter des Vorstands des Northwest Missouri Teacher College. Im Jahr 1908 zog Colden nach Kansas City, wo er in der Immobilienbranche und auf dem Bausektor arbeitete. Die gleichen Tätigkeiten übte er ab 1912 im kalifornischen San Pedro aus. Zwischen 1922 und 1924 war er Präsident der dortigen Handelskammer. Außerdem leitete er in den Jahren 1923 bis 1925 die Hafenkommission von Los Angeles. Danach gehörte er von 1925 bis 1929 dem dortigen Stadtrat an.
Bei den Kongresswahlen des Jahres 1932 wurde Colden im damals neu eingerichteten 17. Wahlbezirk von Kalifornien in das US-Repräsentantenhaus in Washington gewählt, wo er am 4. März 1933 sein neues Mandat antrat. Nach zwei Wiederwahlen konnte er bis zu seinem Tod am 15. April 1938 im Kongress verbleiben. In dieser Zeit wurden dort viele der New-Deal-Gesetze der Bundesregierung unter Präsident Franklin D. Roosevelt verabschiedet.